# Muhammad Sayyid Tantawy
Muhammad Sayyid Tantawy (em árabe: محمد سيد طنطاوي), também conhecido como Tantawi (28 de outubro de 1928 – 10 de março de 2010) foi um líder islâmico do Egito. 

Foi o grande mufti do Egito de 1986 a 1996.

Num sermão seu em Abril de 2002, afirmou que os judeus  eram "inimigos de Alá, descendentes dos macacos e porcos".